# David Kinsombi
David Kinsombi (12 de diciembre de 1995) es un futbolista alemán que juega como centrocampista para el S. C. Preußen Münster de la 2. Bundesliga alemana.

## Trayectoria
Nacido en Alemania pero de padres congoleños, comenzó su carrera juvenil con Germania Wiesbaden y SV Wehen Wiesbaden. En 2011 se unió al FSV Maguncia 05. En la temporada 2013-14 capitaneó el equipo sub-19 del Mainz y apareció cuatro veces con el equipo de reserva compitiendo en la Regionalliga de Sao Oeste.
En marzo de 2014 firmó un contrato de dos años con el Eintracht Frankfurt. El 1 de noviembre debutó en la Bundesliga ante el Hannover 96.  En julio de 2015 se informó que el club quería transferirlo a equipo. 
Se trasladó al Karlsruher SC el 27 de enero de 2016. Fue inmediatamente cedido a 1. FC Magdeburgo. 
El 31 de mayo de 2017 Holstein Kiel anunció su fichaje para la temporada 2017-18. 
Antes del final de temporada 2018-19 el Hamburgo S. V. anunció su fichaje hasta 2023.

## Clubes
| Club                         | País     | Año       |
| ---------------------------- | -------- | --------- |
| 1. FSV Maguncia 05 II        | Alemania | 2013-2014 |
| Eintracht Fráncfort          | Alemania | 2014-2016 |
| Karlsruher S. C.             | Alemania | 2016-2017 |
| 1. F. C. Magdeburgo (cedido) | Alemania | 2016      |
| Holstein Kiel                | Alemania | 2017-2019 |
| Hamburgo S. V.               | Alemania | 2019-2022 |
| S. V. Sandhausen             | Alemania | 2022-2023 |
| S. C. Paderborn 07           | Alemania | 2023-2025 |
| S. C. Preußen Münster        | Alemania | 2025-     |